# Félix Máximo López
Félix Máximo López (Madrid, 18 de novembre de 1742 - 9 d'abril de 1821) fou un organista i compositor madrileny.
Fou un organista molt celebrat de la Capella Reial, ascendint a primer organista el 1785. Hàbil improvisador, produí composicions molt apropiades per aquell instrument. Ideà diversos poemes, per als quals més tard i componia la música, entre ells el titulat Función de los locos. A més se li deuen: sis minuets fàcils per a clave; una sonata pastoral, amb vuit duets per a dos violins, publicat tot el 1794; el 1795 publicà cuatro villancicos, a dues i tres veus, amb acompanyament d'orgue, i quatre joiosos i místics; el 1796 donà a estampar una sonata pastoral, per a clave i orgue, i el 1798, diversos villancets, a una, dues, tres i quatre veus, amb acompanyament de violins i baix, i per a orgue; una pastoral, per a guitarra, i una sonata, amb dos acompanyaments concertants.